# Gangloffsömmern
Gangloffsömmern ist eine Gemeinde im Landkreis Sömmerda in Thüringen. Sie gehört der Verwaltungsgemeinschaft Straußfurt an, die ihren Verwaltungssitz in der Gemeinde Straußfurt hat.
Zur Gemeinde Gangloffsömmern gehört als Ortsteil auch das bis 1950 selbständig gewesene Dorf Schilfa.

## Geografie
Gangloffsömmern liegt im Thüringer Becken an der Pröse bzw. dem Prosebach, der später in die Unstrut mündet. In Nachbarschaft zu Gangloffsömmern liegen Greußen im Norden, Schilfa im Osten, Straußfurt im Südosten, Schwerstedt im Süden und Lützensömmern im Westen.

### Klima
Das Klima ist zum größten Teil kontinental geprägt. Von den Niederschlägen her gehört das Thüringer Becken zu den trockensten Gebieten innerhalb Deutschlands. Die durchschnittlichen jährlichen Wetterdaten des DWD von 1961 bis 1990:
- Temperatur: 7,9 °C
- Regen: 468 mm
- Sonnenscheindauer: 1588 h.

## Geschichte
Erstmals wurde der Ort im Jahr 1215 urkundlich erwähnt. Der Name Gangloffsömmern leitet sich aus Gangolf (Gangloff: Schutzheiliger der Kirche in Gangloffsömmern), Sumeringen (sömmern: feuchte, nasse Gegend) und Schilfa (Schilfe: Ort in feuchter, mit Schilf bewachsenen Gegend) ab.
Die zweitürmige Dorfkirche St. Gangolf hat ihren Ursprung im 12. Jahrhundert in der Zeit der Romanik. 1571 wurden Herren von Brühl durch Kurfürst August von Sachsen mit Gangloffsömmern belehnt. Der bekannteste Vertreter dieses Geschlechts war Heinrich von Brühl (1700–1763), der Premierminister von Sachsen wurde. Der Ort gehörte bis 1815 zum kursächsischen Amt Weißensee. 1806 plünderten französische Soldaten das Dorf. Ab 1815 gehörte Gangloffsömmern zum Königreich Preußen (Landkreis Weißensee). Mitte des 19. Jahrhunderts wurden neue Wirtschaftsgebäude des Ritterguts im Südosten von Gangloffsömmern gebaut. 1855 konnte man die beiden Kirchtürme der Dorfkirche wieder aufbauen, die im 18. Jahrhundert wegen Einsturzgefahr hatten abgetragen werden müssen. 1888 erhielt Gangloffsömmern eine Haltestelle an der Bahnlinie Erfurt – Nordhausen.

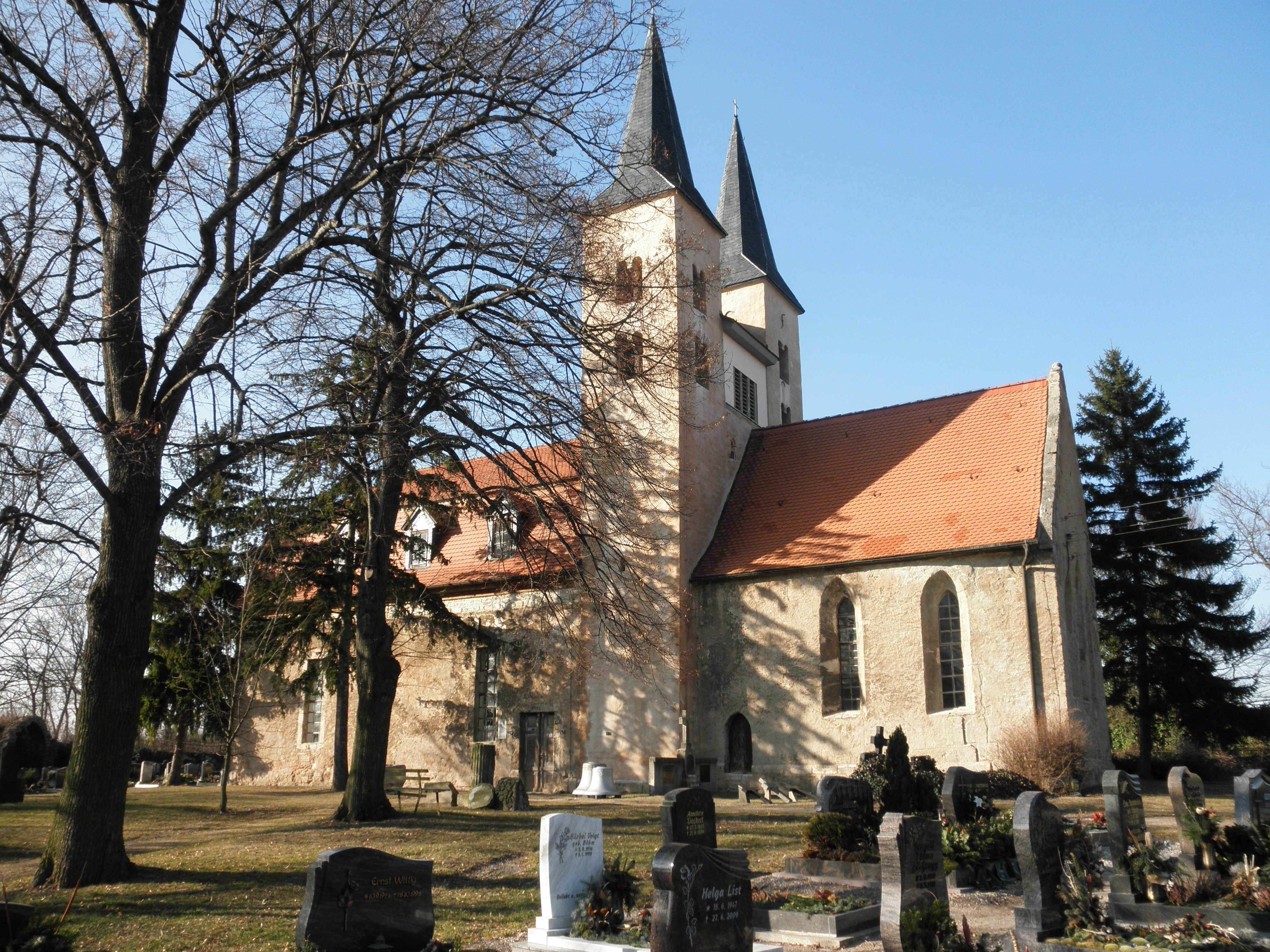
Kirche St. Gangolf

Im Zweiten Weltkrieg nahm der Ort aus den Luftkriegsgebieten evakuierte Kinder auf, ab 1945 viele  Flüchtlinge aus den Ostgebieten. Am 10. April 1945 erhielt Gangloffsömmern Artilleriebeschuss mit amerikanischen Panzergranaten, die auch die Kirchtürme, Wohn- und Wirtschaftsgebäude trafen. Drei deutsche Soldaten kamen zu Tode, sie wurden auf dem Kirchhof beerdigt. Nach Ablösung der amerikanischen durch sowjetische Besatzung wurden im Herbst 1945 im Zuge der Bodenreform das Rittergut des Reichsgrafen von Brühl (500 ha) und das Gut der Familie Hoffmeister (150 ha) entschädigungslos enteignet und an Neubauern aufgeteilt. Es entstanden 20 Neubauerngehöfte. 1948/1949 konnte durch den Einsatz des Schulleiters Hermann Regel und mit Unterstützung des Landrats verhindert werden, dass das Herrenhaus des Brühlschen Rittergutes abgerissen wurde. Es wurde stattdessen von der Goethe-Schule bezogen. In den 1950er Jahren erfolgte die Kollektivierung der Landwirtschaft.
Während des Zweiten Weltkrieges verrichteten über 50 Kriegsgefangene sowie Frauen und Männer aus Polen, Serbien, Frankreich und Russland Zwangsarbeit in der Landwirtschaft. Ein Arbeitskommando war in Schilfa stationiert.
Am 1. Juli 1950 wurde die bis dahin eigenständige Gemeinde Schilfa eingegliedert.

### Einwohnerentwicklung
| - 1994 – 0968 - 1995 – 0998 - 1996 – 1.032 - 1997 – 1.045 - 1998 – 1.087 - 1999 – 1.215 | - 2000 – 1.220 - 2001 – 1.202 - 2002 – 1.202 - 2003 – 1.210 - 2004 – 1.161 - 2005 – 1.148 | - 2006 – 1.131 - 2007 – 1.087 - 2008 – 1.068 - 2009 – 1.063 - 2010 – 1.050 - 2011 – 1.012 | - 2012 – 1.004 - 2013 – 1.007 - 2014 – 0996 - 2015 – 0999 - 2016 – 0997 - 2017 – 0999 | - 2018 – 977 - 2019 – 977 - 2020 – 963 - 2021 – 949 |

 Datenquelle: Thüringer Landesamt für Statistik

## Politik

### Gemeinderat
Der Gemeinderat aus Gangloffsömmern setzt sich aus acht Ratsfrauen und -herren zusammen. Er wird alle fünf Jahre neu gewählt.
Die Gemeinderatswahl am 26. Mai 2024 führte zu folgendem Ergebnis (mit Vergleichszahlen der vorigen Wahl 2019):
| Parteien und Wählergemeinschaften                    | 2024          | 2024   |               | 2019   | 2019 |
| Parteien und Wählergemeinschaften                    | Stimmenanteil | Sitze  | Stimmenanteil | Sitze  |      |
| Interessengemeinschaft Bürgerhaus, Sport und Familie | 69,0 %        | 6      | 61,2 %        | 5      |      |
| Bürgerinitiative Gangloffsömmern/Schilfa             | 31,0 %        | 2      | 38,8 %        | 3      |      |
| Sitze gesamt                                         | 8             | 8      | 8             | 8      |      |
| Wahlbeteiligung                                      | 64,6 %        | 64,6 % | 59,5 %        | 59,5 % |      |

Bei früheren Wahlen wurden folgende Ergebnisse erzielt:
| Parteien und Wählergemeinschaften                    | Parteien und Wählergemeinschaften | 2014     | 2014   |          | 2009   | 2009     |        | 2004     | 2004   |          | 1999   | 1999 |  | 1994 | 1994 |
| Parteien und Wählergemeinschaften                    | Parteien und Wählergemeinschaften | Anteil a | Sitze  | Anteil a | Sitze  | Anteil a | Sitze  | Anteil a | Sitze  | Anteil a | Sitze  |      |  |      |      |
| Bürgerinitiative Gangloffsömmern/Schilfa             | BIGS                              | 64,1     | 5      | 68,9     | 8      | 97,6     | 10     | 85,5     | 10     | 74,3     | 6      |      |  |      |      |
| Interessengemeinschaft Bürgerhaus, Sport und Familie | IG Bürgerhaus                     | 35,9     | 3      | 31,1     | 4      | —        | —      | —        | —      | —        | —      |      |  |      |      |
| Christlich Demokratische Union Deutschlands          | CDU                               | —        | —      | —        | —      | —        | —      | 14,5     | 2      | —        | —      |      |  |      |      |
| Freizeitverein Schilfa                               | Freizeit                          | —        | —      | —        | —      | —        | —      | —        | —      | 15,2     | 1      |      |  |      |      |
| Partei des Demokratischen Sozialismus                | PDS                               | —        | —      | —        | —      | —        | —      | —        | —      | 10,5     | 1      |      |  |      |      |
| Unabhängige Kandidaten                               | Unabhängige Kandidaten            | —        | —      | —        | —      | 2,6      | 2      | —        | —      | —        | —      |      |  |      |      |
| Anteil ungültiger Stimmen                            | Anteil ungültiger Stimmen         | 6,8 %    | 6,8 %  | 6,6 %    | 6,6 %  | 2,5 %    | 2,5 %  | 6,1 %    | 6,1 %  | 6,7 %    | 6,7 %  |      |  |      |      |
| Sitze gesamt                                         | Sitze gesamt                      | 8        | 8      | 12       | 12     | 12       | 12     | 12       | 12     | 8        | 8      |      |  |      |      |
| Wahlbeteiligung                                      | Wahlbeteiligung                   | 50,8 %   | 50,8 % | 56,5 %   | 56,5 % | 44,0 %   | 44,0 % | 68,8 %   | 68,8 % | 76,9 %   | 76,9 % |      |  |      |      |

### Bürgermeister
Der ehrenamtliche Bürgermeister Franz-Joachim Tornack wurde am 27. Juni 2004 gewählt. Er wurde zuletzt am 5. Juni 2016 mit 88,4 % der Stimmen in seinem Amt bestätigt.

### Wappen
Das Gemeindewappen zeigt in Blau einen silbernen Ritter auf einem nach rechts schreitenden silbernen Ross mit silbernem Schwert und einem silbernen Schild mit schwarz-silber geständertem Kreuz, in der Rechten eine schwarze Lanze mit silberner Spitze und Fahne haltend. Im linken silbernen Obereck drei beblätterte Schilfrohre mit schwarzen Kolben.

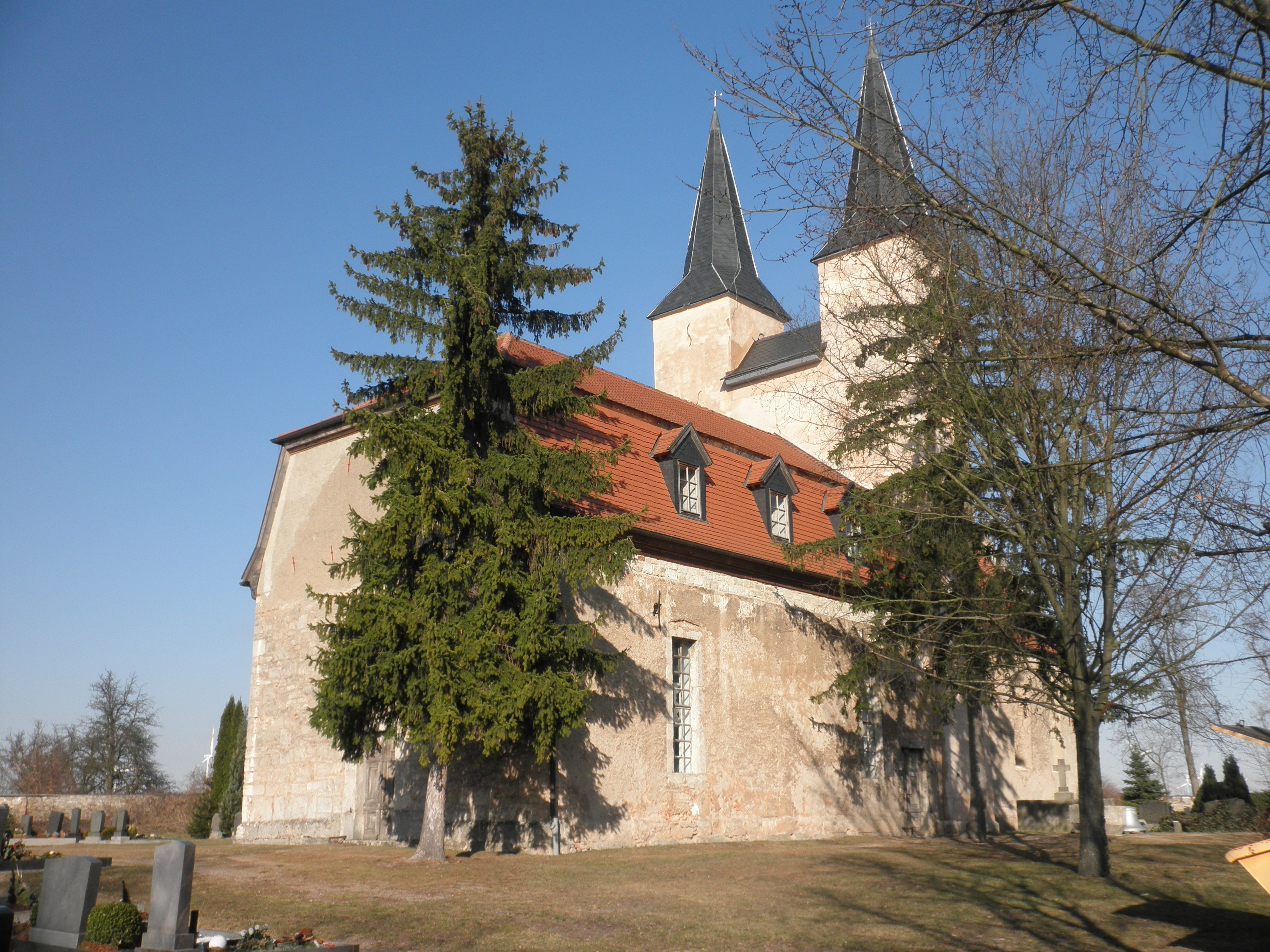
Kirche St. Gangolf
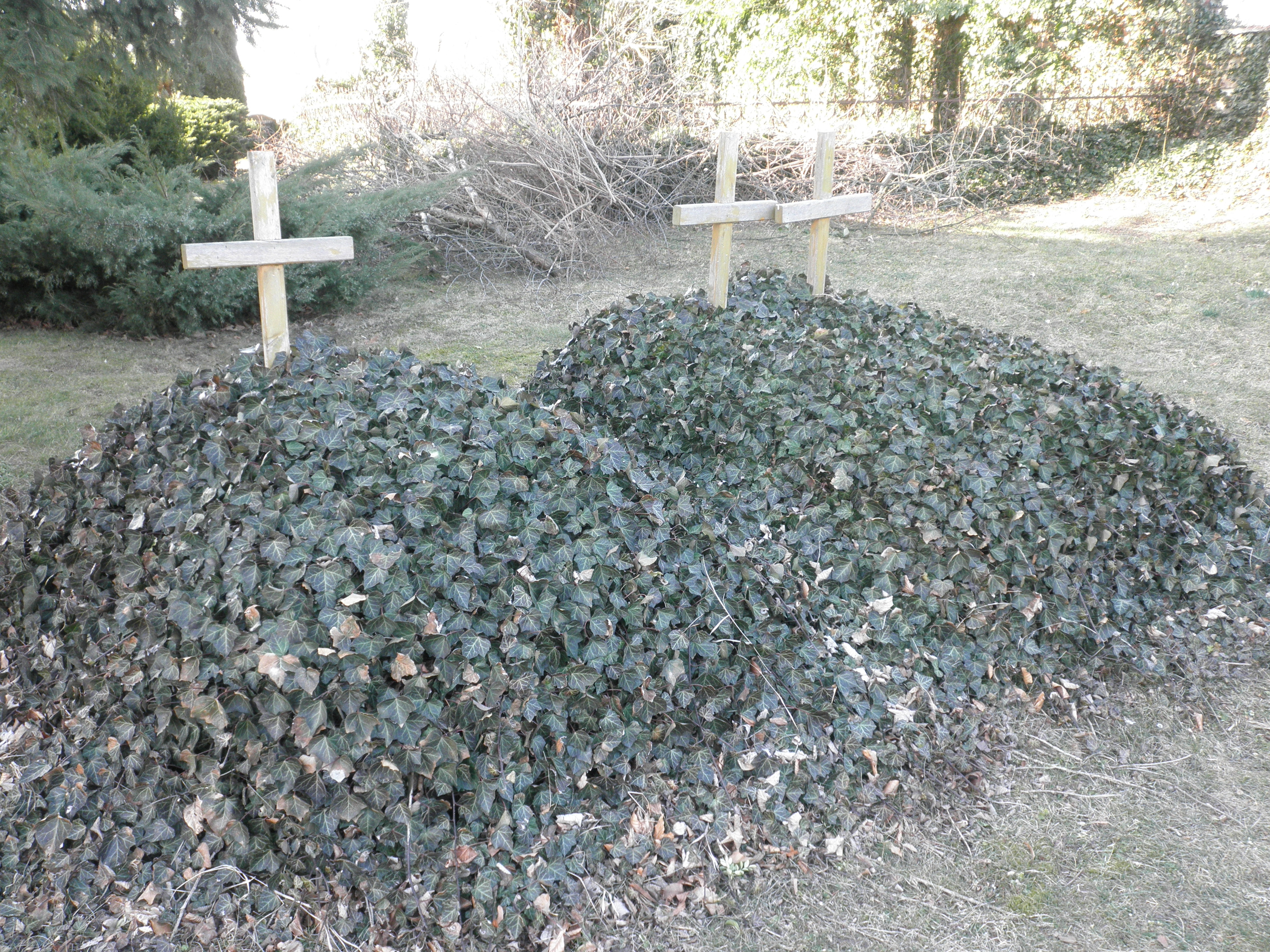
Soldatengräber von April 1945 auf dem Kirchhof
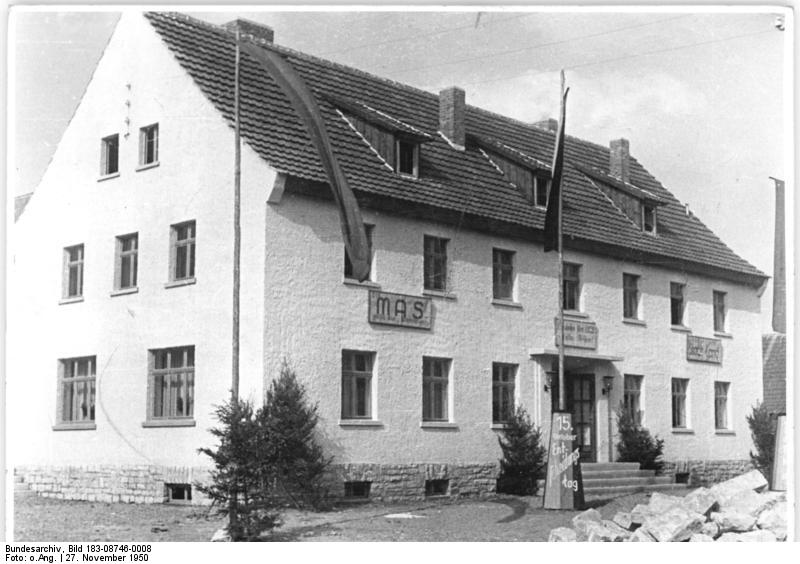
Kulturhaus 1950
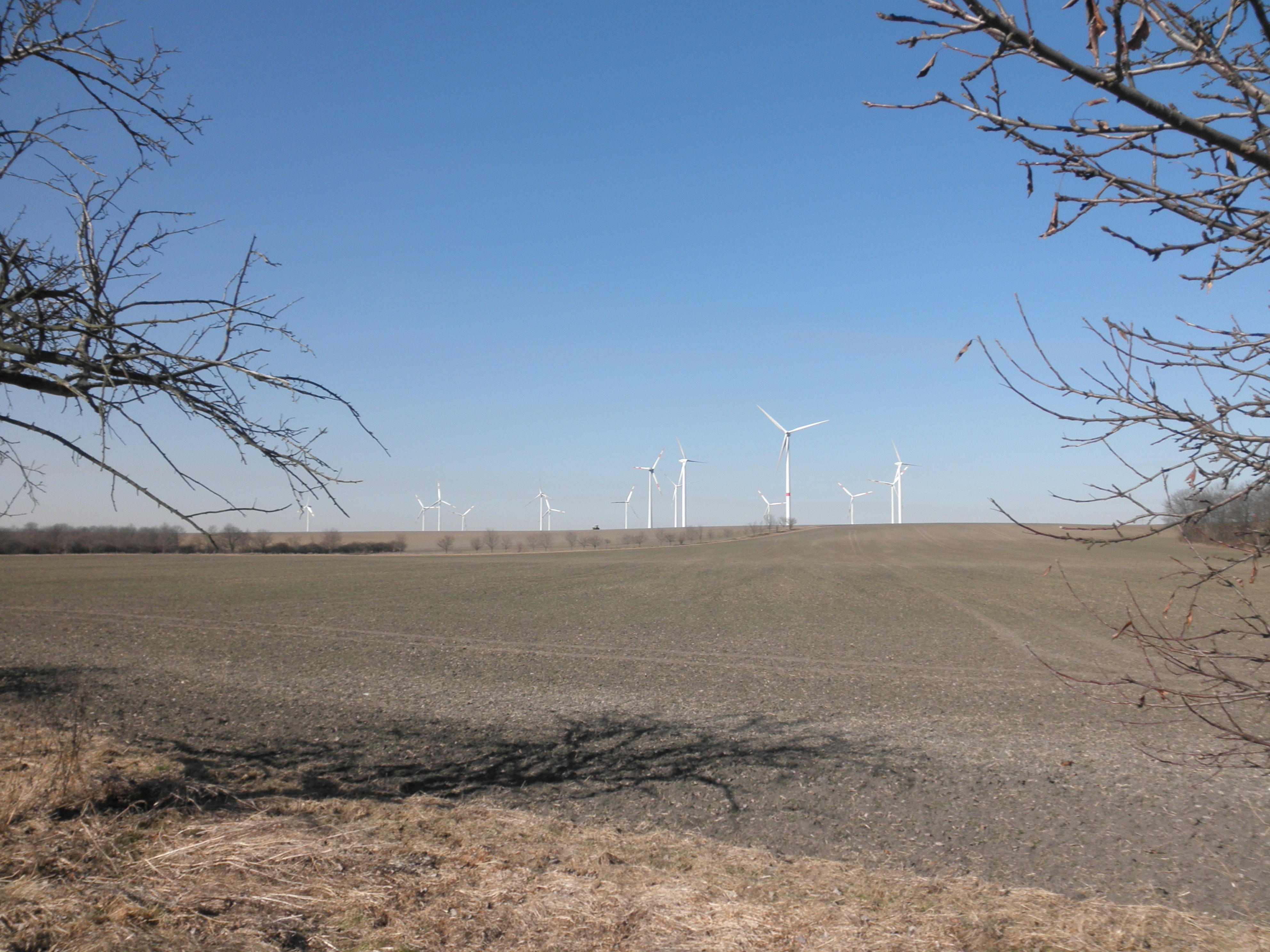
15 Windkraftanlagen über Gangloffsömmern

## Sport
Im Ort gibt es den Mehrspartensportverein SV Blau-Weiss Gangloffsömmern/Schilfa.

## Verkehr
In Gangloffsömmern gibt es einen Haltepunkt der Bahnstrecke Wolkramshausen–Erfurt.
- Landstraßen 2130 und 2132 in Richtung Bad Tennstedt mit Anbindung an die B4
- Busverkehr nach Sömmerda, Bad Langensalza, Greußen

## Persönlichkeiten
- Johannes Thienemann (* 1863 in Gangloffsömmern; † 1938 in Rossitten) war ein bedeutender deutscher Ornithologe. Er wirkte in Königsberg und gründete 1901 in Rossitten auf der Kurischen Nehrung in Ostpreußen eine weltberühmte Vogelwarte.
- Hans Moritz von Brühl (* November 1655 in Gangloffsömmern; † 1727 ebenda), Geheimer Rat und Oberhofmeister des Herzogs von Sachsen-Weißenfels und Oberhauptmann des Fürstentums Sachsen-Querfurt und der Thüringer Landesportion.
- Johann Adolph von Brühl (* 1695 in Gangloffsömmern; † 1742), königlich-polnischer und kurfürstlich-sächsischer Stallmeister und Kammerherr, Rittergutsbesitzer
- Moritz Buddensieg (* 1815 in Gangloffsömmern; † 1885 in Greußen), Landtagsabgeordneter